# Sączów (gmina)
Sączów (do 1949 Ożarowice; od 1973 Tąpkowice) – dawna gmina wiejska istniejąca w latach 1941 i 1945 oraz 1950–1954 w woj. śląskim/katowickim/stalinogrodzkim (dzisiejsze woj. śląskie). Siedzibą gminy był Sączów.
Gminę Sączów (Sonczow) utworzono 15 marca 1941 za okupacji hitlerowskiej w miejsce dotychczasowej gminy Ożarowice, czyli z miejscowości (w niemieckim brzmieniu): Celiny, Myschkowitz, Niezdara, Ossy, Ozarowice, Pyrzowitz, Siemonia, Sonczow, Tompkowitz i Twardowice.
Po wojnie gmina przeszła pod administrację polską; jako pozostałość po niemieckiej jednostce zachowano siedzibę gminy w Sączowie, przywracając jednak nazwę Ożarowice. Według Podziału administracyjnego województwa śląsko-dąbrowskiego wraz ze skorowidzem gmin i gromad wydanym przez Wydawnictwa Instytutu Śląskiego w 1947 roku – nazwa gminy brzmiała gmina Ożarowice w Sączowie (stan z dnia 1 stycznia 1946).
Gmina o nazwie Sączów została powołana formalnie dopiero w dniu 1 stycznia 1950 roku w woj. śląskim (od 6 lipca 1950 roku pod nazwą woj. katowickie a od 9 marca 1953 jako woj. stalinogrodzkie), w powiecie będzińskim, z obszaru zniesionej gminy Ożarowice; równocześnie z nowej gminy Sączów wyłączono zeksklawizowaną gromadę Wymysłów, i przyłączono ją do gminy Bobrowniki (eliminując tym samym dotychczasową eksklawę gminy Sączów, oddzieloną od jej reszty obszarem gromady Dobieszowice należącej do gminy Bobrowniki).
Według stanu z 1 lipca 1952 roku gmina składała się z 10 gromad: Celiny, Myszkowice, Niezdara, Osy, Ożarowice, Pyrzowice, Sączów, Siemonia, Tąpkowice i Twardowice. Gmina została zniesiona 29 września 1954 roku wraz z reformą wprowadzającą gromady w miejsce gmin. 
Jednostkę przywrócono 1 stycznia 1973 roku w powiecie tarnogórskim po reaktywowaniu gmin w miejsce gromad, lecz pod nazwą gmina Tąpkowice, z siedzibą w Ożarowicach (w 1997 zmiana nazwy gminy na gmina Ożarowice).